# 1506
Évszázadok: 15. század – 16. század – 17. század
Évtizedek: 1450-es évek – 1460-as évek – 1470-es évek – 1480-as évek – 1490-es évek – 1500-as évek – 1510-es évek – 1520-as évek – 1530-as évek – 1540-es évek – 1550-es évek
Évek: 1501 – 1502 – 1503 – 1504 –  1505 – 1506 – 1507 – 1508 – 1509 – 1510 – 1511

## Események

### Határozott dátumú események
- január 21. – Megalakul a Svájci Gárda.[1]
- március 20. – I. Miksa német-római császár és II. Ulászló magyar király megköti a Habsburg–Jagelló házassági szerződést.[2]
- március 22. – II. Ferdinánd aragóniai király feleségül veszi Foix Germána navarrai királyi hercegnőt a valenciai Déniában.
- április 18. – II. Gyula pápa leteszi a vatikáni Szent Péter-bazilika alapkövét.[3]
- július 12. – IV. (Habsburg) Fülöp burgundi herceget, ausztriai főherceget (II. (Őrült) Johanna férjét) a Kasztília Gyűlés (Cortes) Valladolidban I. Fülöp néven Kasztília társuralkodójává választja (szeptember 25-én meghal).
- július 26. – Gyermekágyi láz következtében meghal Candale-i Anna magyar királyné, II. Ulászló hitvese. (Fiának, Lajosnak július 1-jén adott életet.)[4]
- szeptember 25. – Őrült Johanna kasztíliai királynő férje halálával egyedül uralkodik Kasztíliában (1509-től névlegesen)
- november 11. – II. Gyula pápa csapatai élén bevonul Bolognába.

### Határozatlan dátumú események
- március – II. Ulászló magyar király az országgyűlés határozata ellenére leányával eljegyezi Habsburg Ferdinándot, születendő fiával pedig Ferdinánd nővérét, Mária főhercegnőt.
- május – II. Ulászló hadat üzen I. Miksának, mivel az betört a nyugati határszélre.
- az év folyamán –
  - A fellázadt székelyek Marosvásárhelynél megverik Tomori Pál seregét, a következő csatában azonban Tomori serege győz.[5]
  - Leonardo da Vinci befejezi Mona Lisa című művét.
  - Hernán Cortés, konkvisztádor megérkezik Amerikába Santo Domingo városába Hispaniola szigetén (22 éves).
  - Kolozsvár szabad vásártartási jogot kap[6]
  - Megjelenik nyomtatásban a Łaski-statútum, az első egységes lengyel törvénygyűjtemény, az első képpel illusztrált lengyel könyv.[7]
  - Luther Mártont diakónussá szentelik.[8]

## Születések
- április 7. – Xavéri Szent Ferenc, jezsuita szent († 1552)
- július 1. – II. Lajos magyar király († 1526)[9]

## Halálozások
- május 20. – Kolumbusz Kristóf Amerika felfedezője (* 1451)
- július 26. – Candale-i Anna magyar királyné Budán (* 1484)
- augusztus 19. – Sándor lengyel király, Litvánia nagyhercege (* 1461)
- szeptember 25. – I. (Habsburg) Fülöp kasztíliai király, IV. Fülöp néven Burgundia hercege, ausztriai főherceg (* 1478)